# Barkas-Werke
VEB Barkas-Werke Karl-Marx-Stadt – nieistniejący wschodnioniemiecki producent samochodów i silników, który swoją siedzibę miał w Karl-Marx-Stadt (obecnie Chemnitz) w Saksonii. Zakłady były następcą zakładów samochodowych Framo i istniały od 1958 do 1991 roku, produkując samochody dostawcze pod marką Barkas. Wchodziły w skład zjednoczenia IFA.

## Historia
Przedsiębiorstwo państwowe VEB Barkas-Werke Karl-Marx-Stadt powstało w dniu 1 stycznia 1958 roku z połączenia zakładów VEB Motorenwerk Karl-Marx-Stadt (produkcja silników), VEB Fahrzeugwerk Karl-Marx-Stadt (produkcja m.in. samochodu terenowego IFA P2M) oraz VEB Barkas-Werke Hainichen w Hainichen (producent samochodów Barkas/Framo). W 1961 roku zakończono produkcję Barkasa/Framo V 901/2 i w tym samym roku rozpoczęto produkcję samochodu dostawczego Barkas B1000, która kontynuowana była w fabryce w Hainichen bez większych zmian przez dalsze 30 lat. Zakłady specjalizowały się też w produkcji silników. Pod koniec lat 80. produkowano tu silniki Volkswagena, które stosowano w Wartburgach, Trabantach oraz Barkasach B1000-1. Po zjednoczeniu Niemiec zakłady znalazły się w nowej rzeczywistości ekonomicznej, co w 1991 roku spowodowało zakończenie produkcji przestarzałego Barkasa. Linie produkcyjne miały być przeniesione do Rosji, jednak okazało się to nieopłacalne i ostatecznie je zezłomowano. W tym samym czasie część zakładów produkującą silniki przejął ostatecznie Volkswagen, który zbudował w późniejszym czasie nowe zakłady.

## Modele
- Barkas V 901/2 (1954–1961) – 25 604 (liczba wyprodukowanych egzemplarzy)
- Barkas B1000/B1000-1 (1961–1991) – 175 740 B1000 i 1961 B-1000-1
- Barkas B1100 (prototyp) (1969–1972) – 3 prototypy
- IFA P2M (1953–1957) – 2061 lub 4 tys.

## Galeria

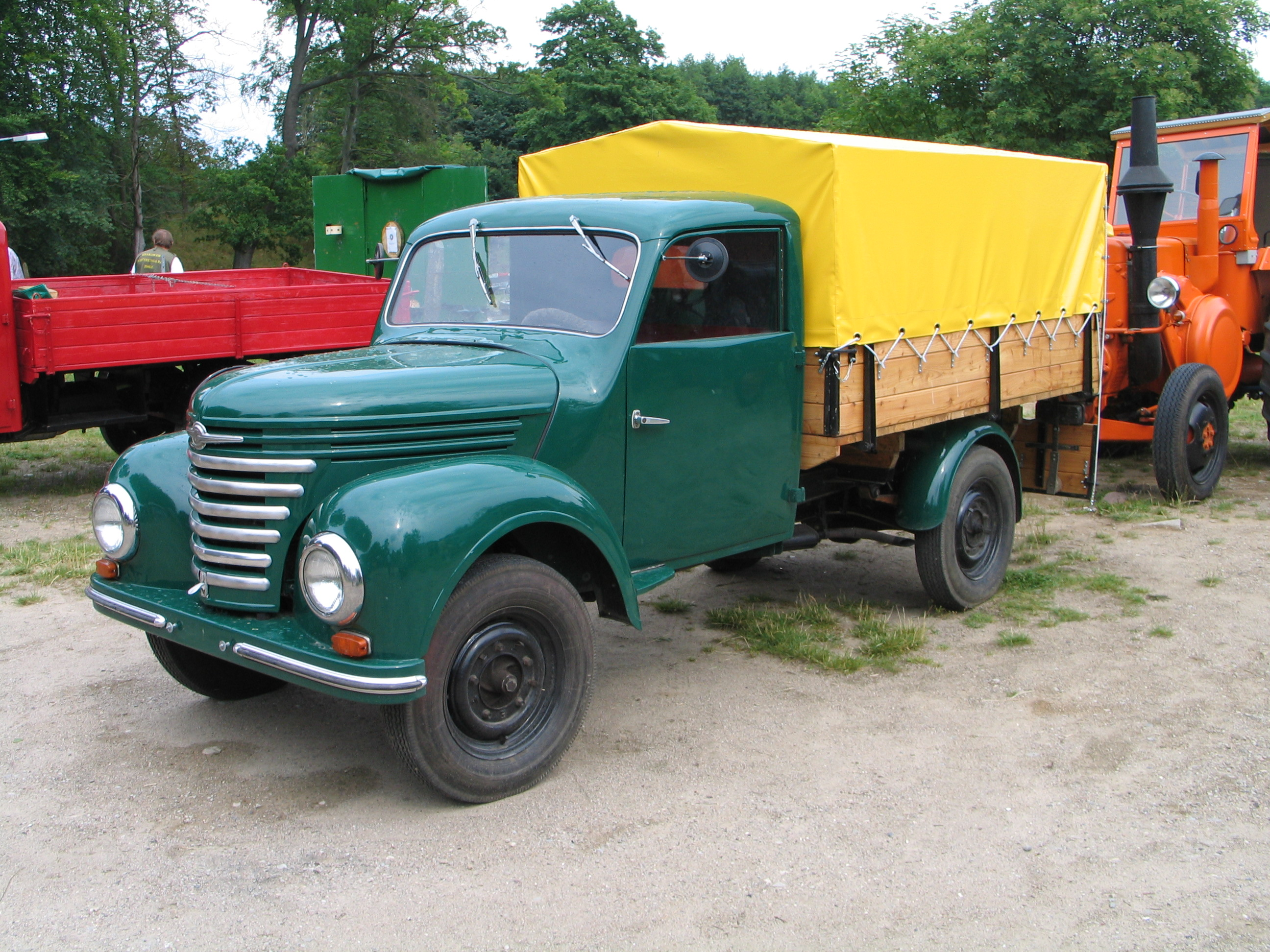
Barkas/Framo V 901/2 Z
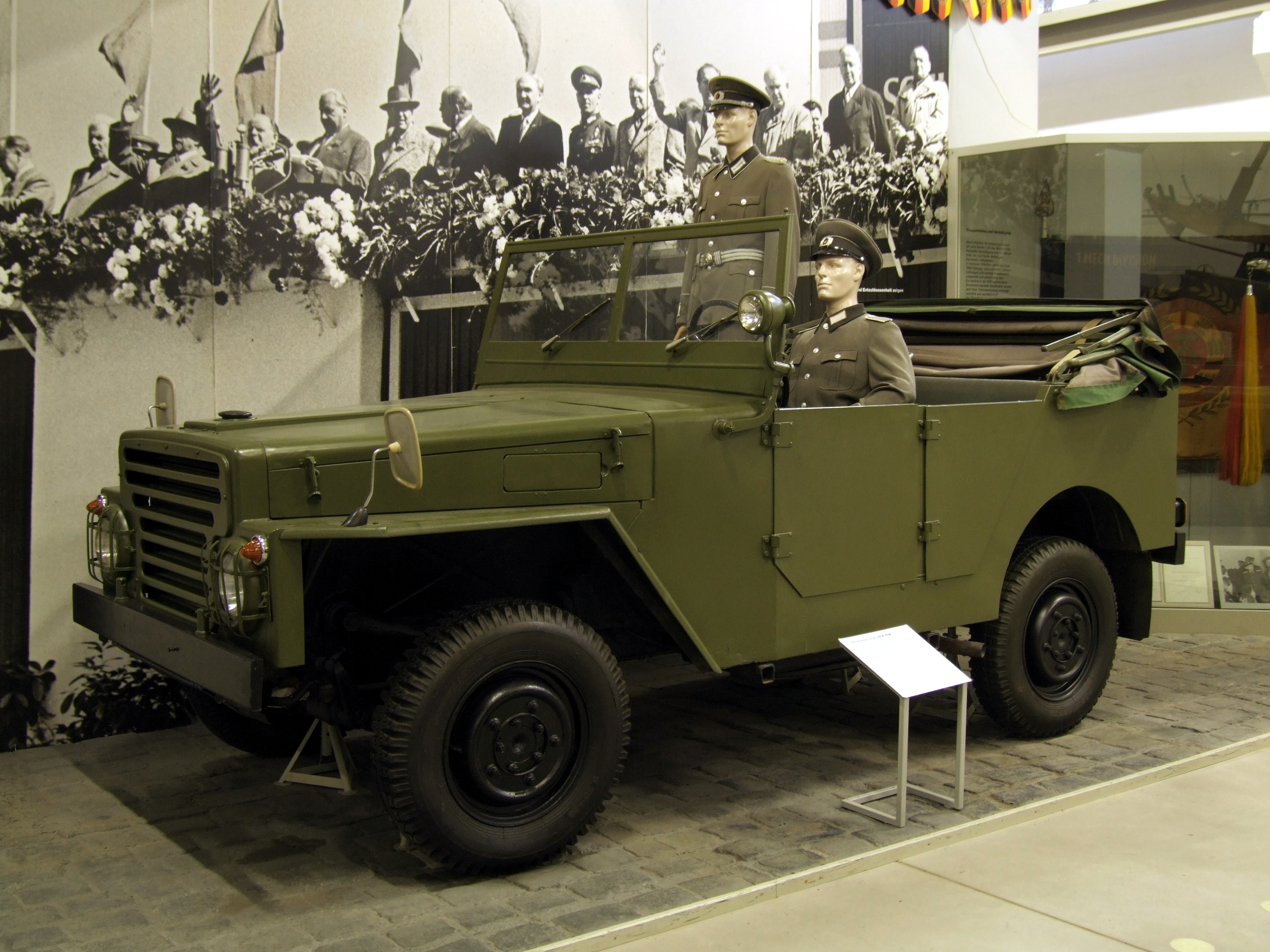
IFA P2M
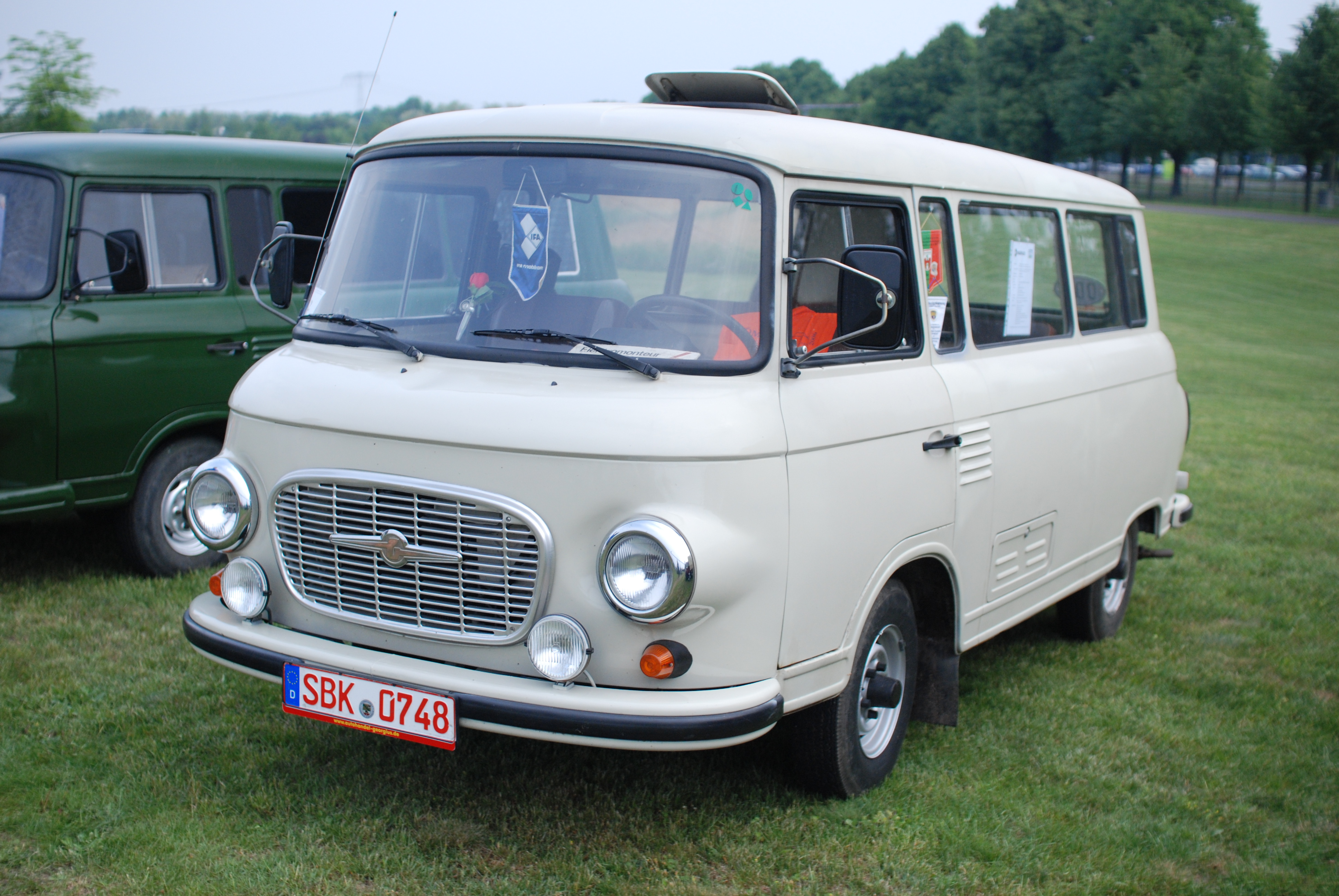
Barkas B1000
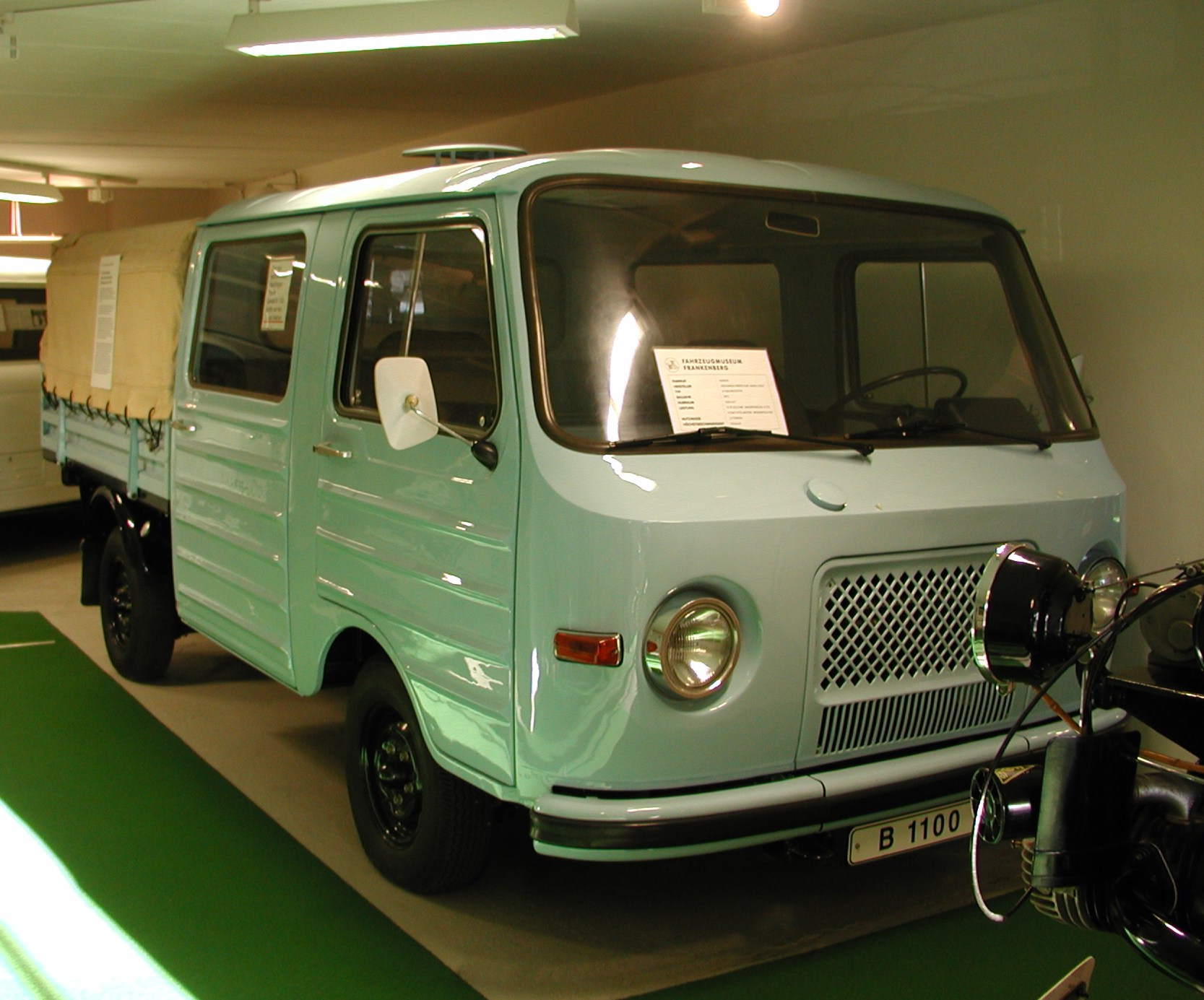
Prototyp Barkas B1100